# Gregoria de Jesus

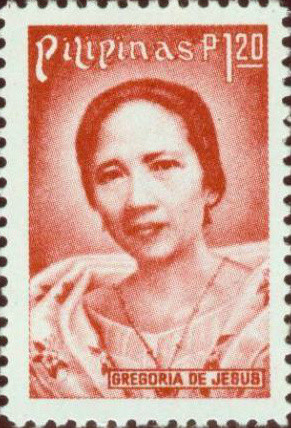
Gregoria de Jesus

Gregoria "Oriang" de Jesus (Caloocan, 9 mei 1875 – Manilla, 15 maart 1943) was een Filipijnse revolutionair. Ze was getrouwd met Andrés Bonifacio, leider van de verzetsbeweging Katipunan. Ze werd binnen de Katipunan wel aangeduid met "Lakambini of the Katipunan" (prinses van de Katipunan). Na Bonifacios dood trouwde ze met Julio Nakpil. Een van hun kinderen is Juan Nakpil, architect en nationaal kunstenaar van de Filipijnen. Gregoria de Jesus wordt samen met onder anderen Tandang Sora, Trinidad Tecson, Teresa Magbanua en Marcela de Agoncillo gerekend tot de heldinnen van de Filipijnse Revolutie.

## Biografie
Gregoria de Jesus werd geboren op 9 mei 1875 in Caloocan in de provincie Rizal. Ze was een van de vier kinderen van Nicolas de Jesus en Baltazara Alvarez Francisco. Haar vader was landeigenaar en voormalig burgemeester van Caloocan. Haar moeder was een nicht van generaal Mariano Alvarez. Gregoria ging naar de openbare lagere school, waar ze opviel als een intelligent meisje. Ze kon haar school echter niet afmaken, omdat ze net als haar zus op het familielandgoed moest meehelpen om zo haar broers, die in Manilla studeerden, te kunnen onderhouden. Op een van de lokale feesten van Caloocan ontmoette ze Andres Bonifacio, een veel 11 jaar oudere weduwnaar en leider van de ondergrondse revolutionaire beweging Katipunan. Ze trouwden in maart 1893 en werd aansluitend zelf ook opgenomen in de beweging. In 1894 kreeg ze een zoon, die echter na enkele maanden overleed. De Jesus was binnen de Katipunan verantwoordelijk voor de geheime documenten en de wapens. Diverse malen moest ze haar leven wagen om ze veilig te stellen.
Na de uitbraak van de Filipijnse Revolutie in 1896, woonde ze in eerste instantie bij haar ouders terwijl Bonifacio zijn manschappen in de heuvels van Balintawak verzamelde. Toen ze gewaarschuwd werd dat de Spaanse autoriteiten op het punt stonden haar te arresteren, vluchtte ze naar Manilla. Later sloot ze zich aan bij haar echtgenoot en de revolutionaire troepen in de bergen, eerst in Balitawak en later in Cavite. In 1897 werd Bonifacios rivaal gekozen tot president van de Filipijnse revolutionaire regering. Bonifacio claimde dat er gefraudeerd was bij de verkiezingen en beschuldigde Aguinaldo bovendien van hoogverraad omdat hij met de Spanjaarden onderhandelde. Bonifacio werd daarop gearresteerd door de mannen van Emilio Aguinaldo in Limbon, Indang. Hij werd voorgeleid aan een militaire rechtbank en werd daardoor, ondanks pogingen van Gregoria om haar echtgenoot te redden, ter dood veroordeeld. Na de executie van Bonifacio woonde ze in de bergen met diverse andere Katipunanleden. In december 1898 trouwde ze met Julio Nakpil, een componist en voormalig strijdmakker van Bonifacio. Samen kregen ze acht kinderen, van wie er zes de volwassen leeftijd zouden bereiken. Een van hen was Juan Nakpil, die later architect en nationaal kunstenaar van de Filipijnen zou worden. In 1932 bracht Gregoria haar autobiografie uit, waarin ze naast haar levensverhaal ook enkele goede adviezen aan de Filipijnse jeugd meegaf.
Ze overleed op 15 maart 1943 tijdens de Japanse bezetting van de Filipijnen op 67-jarige leeftijd in haar huis in Quiapo, Manilla.

## Bron
- Zaide, Gregorio F. (1970), Great Filipinos in History, Verde Book Store, Manila

- Gemeinsame Normdatei: 1231468963
- International Standard Name Identifier: 0000 0004 4539 3477
- Library of Congress Control Number: nb2015001779
- Virtual International Authority File: 313493823
- WorldCat: E39PBJpykVKRwWJqFcwFdBjBfq